# Bruna Karla
Bruna Karla Simplício dos Santos (Rio de Janeiro, 19 de juliol de 1989) és una cantant brasilera de música cristiana contemporània. El 2010, va ser nominada al Grammy Llatí en la categoria "Millor Àlbum de Música Cristiana en Llengua Portuguesa" amb l'àlbum Advogado Fiel.
El 2005, la cantant grava seu tercer projecte. L'àlbum Vento do Espíritu va vendre 150.000 còpies i va ser disc d'or. El 2007, la cantant va gravar l'àlbum Com os olhos da Fé. El mateix any la cantant es va casar amb Bruno Santos, teclista de la formació gospel 4 por 1.
El 2009, l'artista publicà Advogado Fiel. La cançó "Sou Humano" va ser indicada al Trofeu Promessas i va aconseguir el premi de Millor música de 2011. El senzill "Advogado Fiel" va vendre més de 350.000 còpies. El dia 1 de març de 2011 va gravar el seu primer DVD en viu, en la Via Show en el Rio de Janeiro. S'hi van incloure els majors èxits de la seva carrera.
El 2012, l'artista va llançar Aceito o Teu Chamado, amb producció d'Emerson Pinheiro. En l'edició de desembre de 2012 de la revista Billboard va ser divulgat el rànquing "Gospel Brasil 50" de les músiques més reproduïdes a les ràdio del Brasil. "Eu Não Abro Mão" va arribar al 5è lloc, com va remarcar la revista.
El 2014, Bruna Karla va llançar l'àlbum Como Águia, que es va distribuir com a single el setembre del 2014. El disc va rebre diverses crítiques. El portal web Casa Gospel va definir el disc com amateur i el web O Propagador com un àlbum que conté una "combinació desagradable entre producció musical sense personalitat, música dubtosa, interpretacions vocals equivocades i un repertori confús".

## Discografia
Àlbums d'estudi
- 2001: Alegria Real
- 2003: Siga em Frente
- 2005: Vento do Espírito
- 2007: Com os Olhos da Fé
- 2009: Advogado Fiel
- 2012: Aceito o Teu Chamado
- 2014: Como Águia

Compilacions
- 2007: MK CD Ouro: As 10 mais de Bruna Karla
- 2008: O melhor da musica gospel Ed 09 (Revista + CD)
- 2010: Som Gospel
- 2014: Gospel Collection
- 2015: Falando de Amor

Altres Projectes
- 2015: (AudioBless) - Muito Além do que Sonhei